# Silvio Borner

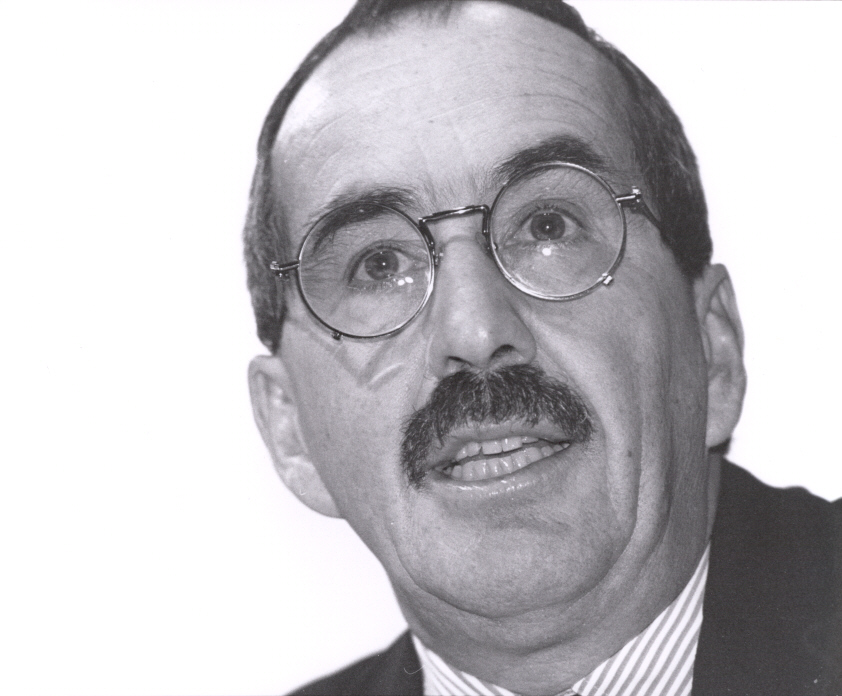
Silvio Borner (1996)

Silvio Borner (* 24. April 1941 in Kleindietwil; † 7. Dezember 2020 in Basel; heimatberechtigt in Rickenbach SO) war ein Schweizer Wirtschaftswissenschaftler.

## Leben
Borner studierte Wirtschaftswissenschaften an der Hochschule St. Gallen und schloss 1966 mit dem Lizenziat ab. Von 1966 bis 1968 war er dort Assistent von Walter Adolf Jöhr, 1969 promovierte er ebendort. In seiner Studienzeit trat er dem Schweizerischen Zofingerverein bei. Von 1970 bis 1972 war er Visiting Research Fellow an der Yale University. 1973 wurde er an der Hochschule St. Gallen habilitiert und 1974 zum ausserordentlichen und 1976 zum ordentlichen Professor für Volkswirtschaftslehre berufen. Von 1978 bis 2009 war Borner ordentlicher Professor für Volkswirtschaftslehre an der Universität Basel. 1987/88 war er Dekan der Philosophisch-Historischen Fakultät, von 2007 bis 2009 der Wirtschaftswissenschaftlichen Fakultät (1995 gegründet).
Er publizierte Kolumnen (u. a. in der Weltwoche und in der Basler Zeitung) und Bücher zu wirtschaftspolitischen und tagesaktuellen Themen.
Borner war verheiratet und hatte zwei Kinder. Sein Bruder Walter Borner war CEO der Zimmerli Textil AG.

## Schriften (Auswahl)
- Die Überbeschäftigung: Ansätze zu einer theoretischen Klärung. Polygraphischer Verlag, Zürich 1969 (Dissertation, Hochschule St. Gallen, 1969).
- Wissenschaftliche Ökonomik und politische Aktion. Eine politische Ökonomie der professionellen Beratung der Wirtschaftspolitik (= Sozioökonomische Forschungen. Bd. 2). Haupt, Bern 1975, ISBN 3-258-01236-9.
- Auf der Suche nach neuen Grundlagen der Wirtschaftspolitik. 3 kritische Beiträge zu Grundfragen der Wirtschaftspolitik und ihren Hintergründen. Rüegger, Diessenhofen 1975.
- Einführung in Gedanken- und Tatsachenwelt der Volkswirtschaftslehre. Rüegger, Diessenhofen 1977; 7., neubearbeitete Auflage: Einführung in die Volkswirtschaftslehre. Rüegger, Chur 1992, ISBN 3-7253-0449-1.
- Die amerikanische Stabilitätspolitik seit 1946. Strategien und Erfahrungen des Council of Economic Advisers (= Sozioökonomische Forschungen. Bd. 6). Haupt, Bern 1977, ISBN 3-258-02539-8.
- mit Felix Wehrle: Die Sechste Schweiz: Überleben auf dem Weltmarkt. Orell Füssli, Zürich 1985, ISBN 3-280-01547-2.
- Internationalization of industry: an assessment in the light of a small open economy (Switzerland). Springer, Berlin 1986, ISBN 3-540-16872-9.
- mit Martin Birrer und Rolf Bürgin: Der schweizerische Weinskandal. Eine ökonomische Analyse der Einfuhr- und Marktregulierung (= Basler sozialökonomische Studien. Bd. 29). Rüegger, Grüsch 1986, ISBN 3-7253-0278-2.
- mit Kuno Hämisegger und Carlo Knöpfel: Die Internationalisierung der Schweizer Wirtschaft. Schweizerischer Wissenschaftsrat, Bern 1986.
- mit Aymo Brunetti und Thomas Straubhaar: Schweiz-AG. Vom Sonderfall zum Sanierungsfall? Neue Zürcher Zeitung, Zürich 1990, ISBN 3-85823-283-1.
- mit Aymo Brunetti und Thomas Straubhaar: Die Schweiz im Alleingang. Neue Zürcher Zeitung, Zürich 1994, ISBN 3-85823-490-7.
- mit Frank Dietler und Stephan Mumenthaler: Die internationale Wettbewerbsfähigkeit der Schweiz. Irrungen, Verwirrungen, Auswege. Rüegger, Chur 1997, ISBN 3-7253-0578-1 (WWZ-Beiträge. Bd. 27).
- mit Frank Bodmer: Die Liberalisierung des Strommarktes in der Schweiz. Theoretische Überlegungen, internationale Erfahrung und eine kritische Würdigung des EMG (= WWZ-Beiträge. Bd. 35). Rüegger, Chur 2001, ISBN 3-7253-0707-5.
- Ökonomisches Gelächter und andere Kommentare zu Wirtschaft und Politik. Rüegger, Chur 2003, ISBN 3-7253-0757-1.
- mit Frank Bodmer: Wohlstand ohne Wachstum. Eine Schweizer Illusion (= Avenir-Suisse-Publikation. Bd. 3). Orell Füssli, Zürich 2004, ISBN 3-280-05047-2.
- mit Bruno S. Frey und Kurt Schiltknecht: Was vermag Ökonomie? Zu wirtschaftlichem Wert, Wachstum, Wandel und Wettbewerb. Neue Zürcher Zeitung, Zürich 2007, ISBN 978-3-03823-331-2.
- mit Frank Bodmer: Crash. Marktversagen – Staatsversagen. Rüegger, Zürich 2010, ISBN 978-3-7253-0940-5.
- Ungesunder Menschenverstand. Einsichten eines liberalen Ökonomen. Neue Zürcher Zeitung, Zürich 2011, ISBN 978-3-03-823681-8.
- Über Schulden und Überschuldung. Warum die Politik versagt. Neue Zürcher Zeitung, Zürich 2014, ISBN 978-3-03823-891-1.
- Schweizer Politik im ökonomischen Praxistest. Lit, Wien 2014, ISBN 978-3-643-80187-6.
- Warum die Politik versagt. Diagnosen eines Ökonomen. Lit, Wien 2017, ISBN 978-3-643-80254-5.
- mit Bernd Schips: Genesung durch Wettbewerb. Vorschläge zur Stärkung des schweizerischen Gesundheitssystems. NZZ Libro, Zürich 2017, ISBN 978-3-03810-282-3.